# Mamadou Fofana
Mamadou Fofana (ur. 21 stycznia 1998 w Bamako) – piłkarz malijski grający na pozycji środkowego obrońcy. Od 2021 jest piłkarzem klubu Amiens SC.

## Kariera klubowa
Swoją karierę piłkarską Fofana rozpoczął w klubie Stade Malien, w którym w sezonie 2016 zadebiutował w pierwszej lidze malijskiej. W tamtym sezonie wywalczył z nim mistrzostwo Mali.
Latem 2016 Fofana przeszedł do Alanyasporu. Swój debiut w nim w Süper Lig zaliczył 14 stycznia 2017 w przegranym 2:3 domowym meczu z Çaykurem Rizespor. Jeszcze w trakcie sezonu 2016/2017 został wypożyczony do Bandırmasporu grającego w TFF 1. Lig, w którym swój debiut zaliczył 12 lutego 2017 w przegranym 2:3 domowym spotkaniu z Altınordu FK. W 2017 wrócił do Alanyasporu i spędził w nim sezon 2017/2018.
26 lipca 2018 Fofana przeszedł do FC Metz za pół miliona euro. W nim w Ligue 2 swój debiut zanotował 30 lipca 2018 w wygranym 1:0 wyjazdowym meczu ze Stade Brestois 29. W sezonie 2018/2019 wywalczył z Metz awans z Ligue 2 do Ligue 1.
12 sierpnia 2021 Fofana został piłkarzem Amiens SC. Swój debiut w Amiens zanotował 14 sierpnia 2021 w zwycięskim 2:0 wyjazdowym spotkaniu z En Avant Guingamp.
| Sezon   | Klub         | Kraj    | Rozgrywki         | Mecze | Gole |
| ------- | ------------ | ------- | ----------------- | ----- | ---- |
| 2016    | Stade Malien | Mali    | Première Division | ?     | ?    |
| 2016/17 | Alanyaspor   | Turcja  | Süper Lig         | 1     | 0    |
| 2016/17 | Bandırmaspor | Turcja  | TFF 1. Lig        | 10    | 0    |
| 2017/18 | Alanyaspor   | Turcja  | Süper Lig         | 24    | 0    |
| 2018/19 | FC Metz      | Francja | Ligue 2           | 32    | 0    |
| 2019/20 | FC Metz      | Francja | Ligue 1           | 20    | 0    |
| 2020/21 | FC Metz      | Francja | Ligue 1           | 16    | 0    |
| 2021/22 | FC Metz      | Francja | Ligue 1           | 1     | 0    |

## Kariera reprezentacyjna
Fofana grał w młodzieżowych reprezentacjach Mali. W 2015 roku wystąpił z kadrą U-17 na Mistrzostwach Świata U-17, a w 2017 z kadrą U-20 w Pucharze Narodów Afryki U-20.
W reprezentacji Mali Fofana zadebiutował 6 października 2017 w zremisowanym 0:0 meczu eliminacji do MŚ 2018 z Wybrzeżem Kości Słoniowej, rozegranym w Bamako. W 2019 roku powołano go do kadry na Puchar Narodów Afryki 2019. Na tym turnieju wystąpił w trzech meczach: grupowych z Mauretanią (4:1) i z Tunezją (1:1) oraz w 1/8 finału z Wybrzeżem Kości Słoniowej (0:1).
W 2022 Fofana został powołany do kadry na Puchar Narodów Afryki 2021, jednak nie rozegrał na nim żadnego meczu.